# La última conjura
La última conjura es el décimo episodio de la serie mexicana Gritos de muerte y libertad.

## Sinopsis
Tras la muerte de Francisco Xavier Mina, uno de los últimos insurgentes, Vicente Guerrero continua su lucha en el sur del País. El virrey Juan Ruiz de Apodaca comienza a conceder indultos a diversos rebeldes de la causa insurgente. Ante las negativas de Guerrero de recibir el indulto, Ruiz de Apodaca manda al general Gabriel de Armijo a derrotarlo, sin resultado alguno. Ante estos acontecimientos, el general Agustín de Iturbide es asignado, por el virrey, como el encargado de acabar con Vicente Guerrero, vivo o muerto.
Por otro lado, Miguel Bataller junto con otros notables, se enteran de la promulgación de la Constitución de Cádiz con una gran influencia de ideas liberales. Aquel evento supondría para aquellos hombres la reducción sino la pérdida de sus privilegios, si el virrey Apodaca juraba dicha constitución. Es por eso, que tras diversas juntas que se llevan a cabo en el Templo de La Profesa, resuelven el organizar la separación de España con tal de formar un gobierno que garantice a aquellos hombres la conservación de sus privilegios: un imperio. Después de abordar a Iturbide y contarle acerca del plan, este se muestra conforme con los planteamientos de un gobierno conservador y se compromete a encabezarlo.

## Personajes
Personaje(s) clave: Virrey Juan Ruiz de Apodaca y Miguel Bataller 

Otros personajes: 

Francisco Xavier Mina 

Agustín de Iturbide 

Ana María Huarte 